# 2001年夏季世界大學生運動會足球比賽
2001年夏季世界大學生運動會足球比賽於2001年8月21日至31日在中國北京舉行。

## 男子
| 項目     | 金牌 | 银牌   | 铜牌 |
| 男子足球 | 日本 | 烏克蘭 | 韓國 |

## 女子
| 項目     | 金牌 | 银牌 | 铜牌 |
| 女子足球 | 巴西 | 荷蘭 | 韓國 |